# ودل ۱۳۷۳۲
سیارک ۱۳۷۳۲ (به انگلیسی: 13732 Woodall، نامگذاری:1998RC56) سیزده هزار و هفتصد و سی و دومین سیارک کشف شده‌است که در ۱۴ سپتامبر ۱۹۹۸ کشف شد.
قدر مطلق سیارک برابر ۱۷٫۸ است.